# Červen 2003
2. června – pondělí
 Ve francouzském Évian-les-Bains se sešli představitelé zemí G8 a Číny. 
3. června – úterý
 Šéf mezinárodních zbrojních inspektorů Hans Blix sdělil Radě bezpečnosti OSN, že experti v Iráku nenašli žádné zbraně hromadného ničení. 
 Prezident Václav Klaus jmenoval Miloslava Výborného ústavním soudcem. U Ústavního soudu nahradil soudce Zdeňka Kesslera, který rezignoval v únoru 2003. 
4. června – středa
 Na summitu v jordánské Akabě se sešli americký prezident George W. Bush, izraelský premiér Ariel Šaron a palestinský premiér Mahmúd Abbás a Izrael uznal právo Palestinců na vlastní stát. 
5. června – čtvrtek
 Český premiér Vladimír Špidla se v Budapešti setkal s maďarským premiérem Péterem Medgyessym. 
 Na služební cestě zemřel v Dánsku prezident Nejvyššího kontrolního úřadu Lubomír Voleník. 
8. června – neděle
 77 % polských voličů schválilo vstup své země do Evropské unie. 
9. června – pondělí
 Britský ministr financí Gordon Brown rozhodl zatím nepřijmout evropskou měnu euro. 
 Zemřel zpěvák skupiny Yo Yo Band Vladimír Tesařík. 
14. června – sobota
 Přes 77 % voličů v referendu hlasovalo pro vstup Česka do Evropské unie. Volební účast byla 55,2 %. 
16. června – pondělí
 České ministerstvo zahraničí otevřelo konzulát v chorvatské Rijece. 
 V pražském skanzenu Řepora shořelo šest dřevěných budov. 
17. června – úterý
 Bývalí ministři vlády Tonyho Blaira Clare Shortová a Robin Cook v britském parlamentu sdělili, že nebyly důvody k válce v Iráku a Irák nepředstavoval bezprostřední nebezpečí. 
19. června – čtvrtek
 Představitelé 25 zemí Evropské unie a 10 kandidátských zemí se sešli na summitu v řecké Soluni. 
 Asi 2000 odborářů protestovalo na Staroměstském náměstí v Praze proti vládnímu návrhu reformy veřejných financí. 
29. června – neděle
 Ve věku 96 let zemřela americká herečka Katharine Hepburnová. 
30. června – pondělí
 Krajský soud v Českých Budějovicích odsoudil bývalého generálního sekretáře ministerstva zahraničí Karla Srbu na 8 let odnětí svobody za přípravu vraždy novinářky Sabiny Slonkové. 